# All American Girls (singolo)
All American Girls è un singolo del gruppo musicale femminile statunitense Sister Sledge, pubblicato nel 1981 ed estratto dal loro album omonimo.
La canzone è stata scritta e prodotta da Allee Willis, Joni Sledge e Lisa Walden moglie del produttore Narada Michael Walden, ed è un inno patriottico al femminismo e al diritto delle donne americane di ricevere gli stessi riconoscimenti, professionali e sociali, degli uomini; la canzone è stata considerata come un brano patriottico e di propaganda dell'allora appena eletto governo conservatore di Ronald Reagan ed è spesso utilizzata come colonna sonora per le parate femministe delle donne di colore.
Il singolo, pubblicato nel gennaio 1981, negli Stati Uniti raggiunse il terzo posto della classifica R&B/Soul e al sesto in quella Dance, ma si fermò solo al 79 di quella pop. Il brano ebbe maggiore fortuna in Europa dove entrò all'ottavo posto in Olanda e Germania, al sesto posto in Belgio, al trentaquattresimo in Italia e al quarantunesimo posto in Inghilterra.

## Tracce
- 7"

1. All American Girls
2. Happy Feeling

## Cover e sample
Il brano è stato campionato in molti singoli nel corso degli anni, come in Sex Bomb di Tom Jones nella versione Peppermint Disco Mix di Mousse T., pubblicato nel 1999.
Altri brani che contengono sampe della canzone sono:
1. We Are - Sébastien Léger
2. All American Disco - Jem Atkins
3. Give It to Me - DJ Ionic
4. Sunset - Vantage
5. A New Day - Twin
6. Faith in Fez - Definite Grooves
7. Lost & Found - The Groove Robbers
8. Let's Get Together - Twin Pitch
9. Houze Muzique (Club Mix) - Celvin Rotane
10. It's Too Late - 9hax
11. Heated (Feel the Heat) - Polarbabies feat. Angela De Sario
12. Super Sound 2 - Super Sound